# Solacolu
Solacolu – wieś w Rumunii, w okręgu Călărași, w gminie Sărulești. W 2011 roku liczyła 330 mieszkańców.